# Río Uraricoera
El río Uraricoera es un largo río amazónico brasileño, el principal afluente por la margen occidental del río Branco, que discurre íntegramente por el estado de Roraima. Tiene una longitud de 870 km, y forma parte del sistema fluvial río Branco-Uraricoera, de 1.430 km.

## Geografía
El río Uraricoera nace en el extremo noroccidental del estado de Roraima, casi en la frontera con Venezuela. Discurre en dirección este, en un recorrido paralelo al del río Mucajaí, recogiendo todas las aguas de la vertiente meridional de la sierra de Pacaraima, en un tramo que en línea recta comprende unos 500 km. El río discurre íntegramente por Roraima, siendo la frontera entre los municipios, al norte, de Amajarí (28.472 km² y 7.980 hab. en 2008), y, al sur, de Alto Alegre (26.109,70 km² y 14.562 hab. en 2008) y Boa Vista (en un corto tramo final).
Toda la región está incluida en el gran Parque Indígena Yanomami y el río además atraviesa en su interior la Reserva Forestal Parima. La zona apenas está habitada, y en sus riberas únicamente hay dos pequeños asentamientos, Malocu-Macu, en el curso alto, y Boa Esperança, a mitad del curso. El río tiene muchos afluentes, en su mayoría por la margen izquierda, procedentes de la vertiente meridional de Pacaraima, como los ríos Auaris, Uraricaá y Amajarí; el río Parima, en su curso alto, es el principal afluente por la ribera derecha. El río, en su tramo medio, se divide en dos ramales dejando en el medio una gran isla, la isla de Maracá.